# Boris Gurevič (1937)
Boris Michajlovič Gurevič (in russo Борис Михайлович Гуревич?; Kiev, 2 febbraio 1937 – Deerfield, 12 novembre 2020) è stato un lottatore sovietico specializzato nella lotta libera, vincitore di un titolo olimpico.

## Carriera
Ha vinto la medaglia d'oro nella categoria dei pesi medi (fino a 87 kg) ai Giochi olimpici di Città del Messico 1968, battendo in finale l'atleta della Mongolia Jigjidiin Mönkhbat.
È stato anche due volte campione del mondo, nel 1967 nei pesi medi (87 kg) e nel 1969 nella categoria fino a 90 kg.
Ai Campionati mondiali del 1961 ha vinto la medaglia d'argento nei pesi medio-massimi (87 kg) ed è stato inserito nella International Jewish Sports Hall of Fame nel 1982, essendo di religione ebraica.